# 헌티드 하우스 2
헌티드 하우스 2(A Haunted House 2)는 미국에서 제작된 마이클 티데스 감독의 2014년 코미디, 공포 영화이다. 말론 웨이언스 등이 주연으로 출연하였다.

## 출연

### 주연
- 말론 웨이언스
- 스콧 번
- 가브리엘 이글레시아스

### 조연
- 데이브 셔리단
- 릭 오버튼
- 크리스 간
- 래리 모란
- 톰 버튜